# Sollum
Sollum o Sallum (in arabo  السلوم‎? as-Sallūm) è una cittadina egiziana sulla costa del Mar Mediterraneo, prossima al confine orientale della Libia, a circa 145 km da Tobruk (e a quasi 700 km dal Cairo). 
È abitata essenzialmente da una comunità di beduini e conta una popolazione ufficiale di quasi 15mila abitanti. È inoltre la principale stazione di frontiera tra Egitto e Libia.
Sollum è stato un punto d'osservazione dell'eclisse solare totale del 29 marzo 2006.

## Storia
La posizione favorevole sul mare era già sfruttata ai tempi dei romani come porto secondario.
Il villaggio, storicamente parlando, è menzionato insieme alla vicina località Sidi el Barrani per denotare l'estensione dell'iniziale invasione dell'Egitto da parte delle forze italiane provenienti dalla Libia nel settembre del 1940, dove una serie di forti e linee difensive vennero stabilite dalla 10ª Armata Italiana. Qui morì il soldato lucano, poi medaglia d'oro al valor militare, Michele Perriello.

## Geografia fisica
La cittadina sorge sulla costa, ai piedi di una scarpata alta circa 200m che la circonda a ovest e a sud.

## Clima
| Mese                       | Mesi | Mesi | Mesi | Mesi | Mesi | Mesi | Mesi | Mesi | Mesi | Mesi | Mesi | Mesi | Stagioni | Stagioni | Stagioni | Stagioni | Anno |
| Mese                       | Gen  | Feb  | Mar  | Apr  | Mag  | Giu  | Lug  | Ago  | Set  | Ott  | Nov  | Dic  | Inv      | Pri      | Est      | Aut      | Anno |
| -------------------------- | ---- | ---- | ---- | ---- | ---- | ---- | ---- | ---- | ---- | ---- | ---- | ---- | -------- | -------- | -------- | -------- | ---- |
| T. max. media (°C)         | 18,6 | 19,6 | 21,4 | 24,2 | 26,8 | 30,0 | 31,3 | 31,1 | 29,6 | 27,4 | 23,9 | 20,2 | 19,5     | 24,1     | 30,8     | 27,0     | 25,3 |
| T. min. media (°C)         | 9,8  | 10,3 | 11,8 | 14,1 | 16,9 | 20,3 | 21,9 | 22,3 | 20,9 | 18,5 | 14,8 | 11,3 | 10,5     | 14,3     | 21,5     | 18,1     | 16,1 |
| T. max. assoluta (°C)      | 30,3 | 33,4 | 37,4 | 42,4 | 44,2 | 47,3 | 41,7 | 47,2 | 43,0 | 41,4 | 36,6 | 32,0 | 33,4     | 44,2     | 47,3     | 43,0     | 47,3 |
| T. min. assoluta (°C)      | 3,7  | 4,8  | 6,1  | 8,5  | 9,9  | 14,0 | 18,0 | 18,4 | 15,4 | 12,9 | 7,3  | 6,5  | 3,7      | 6,1      | 14,0     | 7,3      | 3,7  |
| Precipitazioni (mm)        | 21   | 15   | 7    | 6    | 2    | 1    | 0    | 0    | 0    | 13   | 10   | 17   | 53       | 15       | 1        | 23       | 92   |
| Umidità relativa media (%) | 59   | 58   | 59   | 58   | 60   | 59   | 62   | 65   | 64   | 62   | 59   | 59   | 58,7     | 59       | 62       | 61,7     | 60,3 |